# فضای خصوصی و عمومی
فضای هندسی به دو فضای خصوصی و عمومی تقسیم می‌شود ولی در فضاهای ادراکی و احساسی، این اختلاف نقش مهمی دارد و انسان به عنوان موجود اجتماعی از یک سو وابسته به اجتماع است به طوری که ارتباط با هم نوعان یکی از پیش شرطهای  روابط اجتماعی محسوب می‌شود.
از سوی دیگر هر فرد برای احساس آرامش و استراحت نیاز به یک حریم خصوصی دارد. فضای عمومی و فضای خصوصی روابط تنگاتنگی با یکدیگر دارند. انسان‌ها همواره در میان فضای عمومی و خصوصی در حرکت هستند. فضای خصوصی شامل خانه و سکونت گاه‌ها می‌شود و فضای عمومی محدودهٔ متمرکزی است که انسان در آن پیش می‌رود.
تفاوت‌های این دو فضا در این است که فضای خصوصی، محدود و دارای مرزبندی مشخصی است و تنها افراد خاصی که با آن در ارتباط هستند اجازهٔ ورود به آن را دارند اما در فضای عمومی محدویتی برای عبور و مرور افراد وجود ندارد.
روابط فضایی حاکم میان انسان‌ها باعث ایجاد یک نظام پیچیده می‌شود که در واقع بر مبنای این نظام، انسان‌ها به یکدیگر نزدیک شده، از هم فرار می‌کنند یا از یکدیگر اجتناب یا نسبت به هم بی تفاوتند. بنابراین فضای معماری ساخته شده نباید تنها به کاربردهای هندسی مشخصی بپردازد، بلکه لازم است تمام جنبه‌های اجتماعی – روانی را مد نظر قرار دهند.